# 磯淵猛
磯淵 猛（いそぶち たけし、1951年5月2日 - 2019年2月21日）は、紅茶研究家、エッセイスト。
キリンビバレッジ「午後の紅茶」のアドバイザー、日本創芸教育にて通信教育「紅茶コーディネーター講座」の主任教授を務め、紅茶研究家・エッセイストとして活躍し、NHKをはじめテレビ・ラジオに多数出演した。

## 人物
1951年、愛媛県生まれ。青山学院大学を卒業後、商社勤務を経て、1979年12月15日、神奈川県鎌倉市にて紅茶専門店「ディンブラ」を創業。のち、藤沢市内に移転、スリランカをメインに紅茶の輸入を手掛ける。
1994年、株式会社ティー・イソブチカンパニーを設立し、事業を拡大。
セミナーのために行った高松で階段から落ちて頭部を強打、2019年2月21日16時8分、急逝。67歳。

## 著書
- 『ティータイムのその前に』 楽、1989年6月、ISBN 4-947646-00-4
  - 『ティータイムのその前に』 筑摩書房〈ちくま文庫〉、1998年4月、ISBN 4-480-03395-5
- 『紅茶、知って味わう 本格派に捧げる一杯』 雄鶏社〈日曜日の遊び方〉、1991年1月、ISBN 4-277-81220-1
- 『紅茶 おいしさの「コツ」』 柴田書店、1992年1月、ISBN 4-388-25098-8
- 『紅茶 おいしくなる話』 柴田書店、1993年7月、ISBN 4-388-25101-1
  - 『紅茶 おいしくなる話』 集英社〈集英社文庫〉、2000年1月、ISBN 4-08-747154-3
- 『紅茶 おいしさの決めて』 保育社〈カラーブックス〉、1993年7月、ISBN 4-586-50850-7
- 『紅茶色の物語 四季の紅茶の楽しみかた』 同文書院〈アテナ選書〉、1994年5月、ISBN 4-8103-7213-8
- 『紅茶・おいしさ発見』 雄鶏社、1994年12月、ISBN 4-277-66116-5
- 『紅茶曜日』 扶桑社、1995年3月、ISBN 4-594-01672-3
- 『紅茶の国紅茶の旅』 筑摩書房、1996年4月、ISBN 4-480-87279-5
  - 『紅茶の国紅茶の旅』 筑摩書房〈ちくま文庫〉、2000年7月、ISBN 4-480-03571-0
- 『紅茶画廊へようこそ』 扶桑社、1996年10月、ISBN 4-594-02094-1
- 『おいしい紅茶生活 四季折々の飲み方・楽しみ方』 PHP研究所〈PHP文庫〉、1998年2月、ISBN 4-569-57107-7
- 『紅茶のある食卓』 東洋経済新報社、1998年5月、ISBN 4-492-04110-9
  - 『紅茶のある食卓』 集英社〈集英社文庫〉、2001年5月、ISBN 4-08-747327-9
- 『紅茶を楽しむ生活』 河出書房新社、1998年11月、ISBN 4-309-70322-4
- 『金の芽 インド紅茶紀行』 角川書店、1998年12月、ISBN 4-04-883550-5
  - 『金の芽 インド紅茶紀行』 集英社〈集英社文庫〉、2002年3月、ISBN 4-08-747426-7
- 『風と霧と光の紅茶 From Leaf』 扶桑社、2000年4月、ISBN 4-594-02885-3
- 『二人の紅茶王 リプトンとトワイニングと…』 筑摩書房、2000年11月、ISBN 4-480-87727-4
- 『飲むお茶、食べるお茶 ミャンマー紅茶物語』 PARCO事業局出版部、2001年7月、ISBN 4-89194-632-6
- 『紅茶&アレンジティーの技術教本 基本から最新バリエーションまで』 旭屋出版、2003年2月、ISBN 4-7511-0362-8
- 『紅茶事典』 新星出版社、2003年7月、ISBN 4-405-09096-3
- 『一杯の紅茶の世界史』 文藝春秋〈文春新書〉、2005年8月、ISBN 4-16-660456-2
- 『紅茶スタイル 週末をおしゃれに楽しむ』 アポロコミュニケーション、2005年11月、ISBN 4-87454-997-7
- 『紅茶ブレンド 茶葉の知識とブレンドティーの作り方』 MCプレス、2007年12月、ISBN 978-4-86295-014-7
  - 『新版 紅茶ブレンド 茶葉の知識とブレンドティーの作り方』 毎日コミュニケーションズ、2010年1月、ISBN 978-4-8399-3424-8
- 『紅茶の教科書』 新星出版社、2008年12月、ISBN 978-4-405-09171-9
  - 『紅茶の教科書 改訂第二版』 新星出版社、2012年4月、ISBN 978-4-405-09221-1
- 『紅茶レジェンド 磯淵猛が歩いた「イギリスが見つけた紅茶の国」』 土屋書店、2009年1月、ISBN 978-4-8069-1015-2
  - 『紅茶レジェンド 磯淵猛が歩いた「イギリスが見つけた紅茶の国」』 土屋書店、2011年8月、ISBN 978-4-8069-1230-9
- 『世界の紅茶 400年の歴史と未来』 朝日新聞出版〈朝日新書〉、2012年2月、ISBN 978-4-02-273438-9
- 『30分で人生が深まる紅茶術』 ポプラ社、2014年2月、ISBN 978-4-591-13768-0
- 『紅茶の手帖』 ポプラ社〈ポプラ新書〉、2016年2月、ISBN 978-4-591-14829-7
- 『基礎から学ぶ紅茶のすべて 美味しくするテクニックから歴史や産地の話まで』 誠文堂新光社、2016年11月、ISBN 978-4-416-71638-0
- 『ツウになる!紅茶の教本 = The Black Tea Bible : 紅茶好きとの会話が盛り上がる!』 秀和システム、2019年1月、ISBN 978-4-7980-5523-7

## 監修書
- 『素敵なティータイム 本物のおいしさと楽しみ方 紅茶・コーヒー・日本茶・ハーブティー』 同文書院〈センシビリティbooks〉、1993年11月、ISBN 4-8103-7174-3
  - 『知っておきたいティータイムマナー』 同文書院、1996年7月、ISBN 4-8103-7336-3
- 『紅茶ハンドブック』 池田書店、1996年2月、ISBN 4-262-15649-4
- 『TEA BOOK 完璧な一杯を淹れるためのテクニックを紹介 : 世界のお茶・基礎知識・文化・ブレンド・レシピ』 Linda Gaylard (著)、誠文堂新光社、2016年9月、ISBN 978-4-416-61640-6
- 『華麗なる紅茶の世界』 ぴあ、2016年10月、ISBN 978-4-8356-3801-0
- 『茶楽 世界のおいしいお茶・完璧な一杯のためのレシピ』 ジョセフ・ウェズリー・ウール (著)、岩田佳代子 (訳)、ガイアブックス、2017年1月、ISBN 978-4-88282-975-1